# Michail Popow

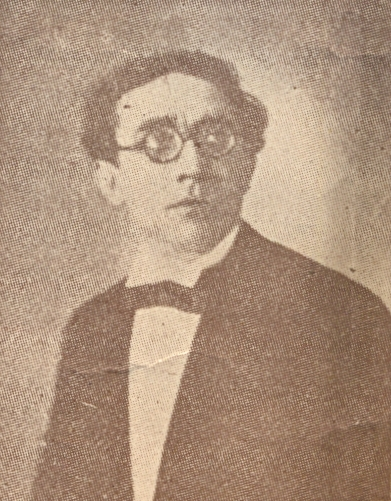
Michail Popow, vor 1932

Mihail Hristov Popow, bulgarisch Михаил Христов Попов, deutsch Michail Christow Popoff (* 21. September 1899 in Plewen; † 15. August 1978 in Sofia) war ein bulgarischer Opernsänger (Bass).

## Leben
Popow studierte zunächst am Konservatorium Sofia und schloss seine musikalischen Studien in Neapel ab. Zunächst war Popow als Konzertsänger tätig. Von 1920 bis 1926 war er als Chorsänger im Opernchor der Nationaloper Sofia engagiert. Ab 1922 ließ er sich am Konservatorium Sofia für eine Solistenkarriere ausbilden. Ab 1926 wirkte er als Konzert- und Opernsänger in der Stimmlage Bass. Von 1927 an war er fast vierzig Jahre an der Nationaloper Sofia tätig. 
Zu seinen Hauptpartien gehörten insbesondere die Titelrolle und der Mönch Pimen in Boris Godunow, Galitzky in Fürst Igor, Gremin in Eugen Onegin und Partien in bulgarischen Opern. Er sang aber auch Baßpartien des italienischen und deutschen Opernfachs. Durch Gastspiele im Ausland (u. a. 1952 an verschiedenen Theatern in der DDR) wurde er auch international bekannt. 
1964 erhielt er eine Professur am Nationalkonservatorium in Sofia. Popow wurde mit dem Dimitroffpreis ausgezeichnet.
Popows Stimme ist durch einige HMV-Aufnahmen aus der Zeit vor dem Zweiten Weltkrieg dokumentiert. Außerdem erschienen später Aufnahmen bei der bulgarischen Marke Balkanton.